# Qualificações para o Campeonato Europeu de Futebol Sub-21 de 2011/Grupo 8
As selecções concorrentes no Grupo 8 das Qualificações para o Campeonato Europeu de Futebol Sub-21 de 2011 são as pertencentes à França, Ucrânia, Bélgica, Eslovénia e Malta.

## Tabela Classificativa
| Selecção  | Pts | J | V | E | D | GM | GS | +/- |
| --------- | --- | - | - | - | - | -- | -- | --- |
| Ucrânia   | 11  | 5 | 3 | 2 | 0 | 8  | 2  | +6  |
| França    | 11  | 5 | 3 | 2 | 0 | 8  | 3  | +5  |
| Bélgica   | 11  | 6 | 3 | 2 | 1 | 5  | 3  | +2  |
| Eslovênia | 6   | 6 | 2 | 0 | 4 | 4  | 8  | -4  |
| Malta     | 0   | 6 | 0 | 0 | 6 | 0  | 8  | -8  |

| Cores da tabela                      |
| apuramento directo para os play-offs |
| não se qualificou                    |

## Jogos
| 31 de Março 2009 | Malta | 0 - 2     | Eslovênia              | Hibernians Ground, Corradino |
| 15:30            |       | Relatório | Mihelič 33' 65' (g.p.) | Árbitro: FRO Reinert         |

| 9 de Junho 2009 | Ucrânia         | 1 - 0     | Malta | Borex, Borodianka     |
| 17:00           | Konoplianka 65' | Relatório |       | Árbitro: BUL Iordanov |

| 4 de Setembro 2009 | Malta | 0 - 1     | Bélgica    | Ta' Qali National Stadium, Ta' Qali |
| 18:00              |       | Relatório | Kitoko 33' | Árbitro: MDA Igor Satchi            |

| 5 de Setembro 2009 | Eslovênia   | 1 - 3     | França                                          | Ob Jezeru Stadion, Velenje   |
| 15:00              | Mihelič 69' | Relatório | Modeste 18' · Bakar 43' · Skarabot 90+1' (p.b.) | Árbitro: SWE Michael Lerjeus |

| 8 de Setembro 2009 | Bélgica                     | 2 - 0     | Eslovênia | Het Kuipje, Westerlo      |
| 20:00              | Nainggolan 56' · Lukaku 77' | Relatório |           | Árbitro: FIN Petteri Kari |

| 8 de Setembro 2009 | França                 | 2 - 2     | Ucrânia           | Stade Jean Laville, Gueugnon |
| 20:45              | Modeste 2' · Sakho 26' | Relatório | Chesnakov 44' 63' | Árbitro: SKV Pavel Olsiak    |

| 9 de Outubro 2009 | Ucrânia     | 1 - 1     | Bélgica     | Estádio Dínamo Lobanovsky, Kiev |
| 19:00             | Zozulya 69' | Relatório | Mujangi 67' | Árbitro: SUI Stephan Studer     |

| 9 de Outubro 2009 | Malta | 0 - 2     | França                     | Ta' Qali National Stadium, Ta' Qali |
| 20:50             |       | Relatório | Modeste 54' · Ait Fana 77' | Árbitro: WAL Huw Jones              |

| 13 de Outubro 2009 | Bélgica | 0 - 0     | França | Stade Le Canonnier, Mouscron   |
| 20:50              |         | Relatório |        | Árbitro: GER Thorsten Kinhöfer |

| 14 de Outubro 2009 | Eslovênia | 0 - 2     | Ucrânia                     | Arena Petrol, Celje                  |
| 18:00              |           | Relatório | Morozyuk 34' · Lugachev 44' | Árbitro: SCO Charles Joseph Richmond |

| 13 de Novembro 2009 | Eslovênia  | 1 - 0     | Malta | Stadion Športni Parkl, Nova Gorica |
| 16:00               | Črnčič 48' | Relatório |       | Árbitro: GRE Anastassios Kakos     |

| 13 de Novembro 2009 | Bélgica | 0 - 2     | Ucrânia                     | Staaienveld, Sint-Truiden   |
| 18:00               |         | Relatório | Morozyuk 34' · Lugachev 44' | Árbitro: ENG Stuart Attwell |

| 17 de Novembro 2009 | França         | 1 - 0     | Eslovênia | Stade Auguste-Delaune II, Reims |
| 19:50               | Sankhare 90+3' | Relatório |           | Árbitro: ISR Meir Levi          |

| 3 de Março de 2010 | Bélgica         | 1 – 0  | Malta | Daknamstadion, Lokeren   |
|                    | Kums 74' (g.p.) | Report |       | Árbitro: AUT Rene Eisner |

## Artilharia
| 3 golos - FRA Anthony Modeste - SLO Rene Mihelič 2 golos - UKR Mykola Morozyuk - UKR Volodymyr Chesnakov - UKR Yegor Lugachev | 1 golo - BEL Bia Mujangi - BEL Radja Nainggolan - BEL Ritchie Kitoko - BEL Romelu Lukaku - BEL Sven Kums - FRA Djamel Bakar - FRA Karim Ait Fana | 1 golo (cont.) - FRA Mamadou Sakho - FRA Younousse Sankhare - SLO Leon Črnčič - UKR Roman Zozulya - UKR Yevhen Konoplianka |

gol contra
- SLO Matija Skarabot (para a  França)